# Paul Hauptfleisch
Paul Hauptfleisch (2 de septiembre de 1861 - 1 de noviembre de 1906) fue un micólogo, botánico, y algólogo alemán, y profesor de botánica.
En 1888, obtuvo su doctorado por la Universidad de Greifswald
Cuando Friedrich Schmitz (1850-1895) realizó recolecciones en Grecia e Italia, trabajando en la Estación Zoológica de Nápoles en 1878; y, preparó la Sección de Rhodophyceae de Engler y Prantl de Pflanzenfamilien, quedando incompleta al fallecer; y su asistente, Hauptfleisch, quedó en manos de terminarlo.

## Obra
- 1897. Professor Julius v. Sachs: Gedächtnisrede gehalten .... Verhandlungen d. physikal. medic. Gesellschaft zu Würzburg 31 (10) Ed. Stahel, 41 pp.
- 1895. Astreptonema longispora n.g. n.sp., eine neue Saprolegniacee
- 1892. Die fruchtentwickelung der gattungen Chylocladia, Champia und Lomentaria Ed. G. Fischer, 367 pp.
- 1892. Untersuchungen über die Strömung des Protoplasmas in behäuteten Zellen. Ed. 	Bornträger, 61 pp.
- 1888. Zellmembran und Hüllgallerte der Desmidiaceen (Membranas de células y de hullgallerte de las Desmidiaceae) Ed. Druck von F.W. Kunike, 80 pp.